# إيغون وولف
ايغون وولف (بالإسبانية: Egon Wolff)‏ (2 نوفمبر 2016 13 أبريل 1926). كان كاتب مسرحي ومؤلف تشيلي، ولد في سانتياغو، تلقى تعليمه في تشيلي والولايات المتحدة.

## وصلات خارجية
- إيغون وولف على موقع IMDb (الإنجليزية)
- إيغون وولف على موقع قاعدة بيانات الفيلم (الإنجليزية)

- (بالإسبانية)